# Springfield, Wisconsin
Springfield är en ort i Walworth County i delstaten Wisconsin, USA.